# Ichneumon femoralis
Ichneumon femoralis là một loài tò vò trong họ Ichneumonidae.